# إساياس سانشيز
إساياس سانشيز (بالإسبانية: Isaías Sánchez) مواليد 9 فبراير 1987 في ساباديل، إسبانيا، هو لاعب كرة قدم إسباني يلعب كلاعب وسط.

## مرحلة الشباب

### أندية لعب لها
- نادي برشلونة

## المسيرة الاحترافية

### أندية لعب لها
- إسبانيول
- نادي أديلايد يونايتد لكرة القدم

## روابط خارجية
- إساياس سانشيز على موقع قاعدة بيانات كرة القدم.إي يو (الإنجليزية)
- إساياس سانشيز على موقع Soccerway.com (الإنجليزية)
- إساياس سانشيز على موقع عالم كرة القدم.نت (الإنجليزية)
- إساياس سانشيز على موقع AS.com (الإسبانية)